# Бересклетовского Хозяйства
Бересклетовского Хозяйства, Бересклетовское хозяйство  (баш. Бөресклет хужалығы) — деревня в Туймазинском районе Республики Башкортостан Российской Федерации. Входит в состав Верхнебишиндинского сельсовета. 
С 2005 современный статус. 

## География

### Географическое положение
Расстояние до:
- районного центра (Туймазы): 24 км,
- центра сельсовета (Верхние Бишинды): 6 км,
- ближайшей ж/д станции (Туймазы): 24 км.

## История
Статус деревня, сельского населённого пункта, посёлок получил согласно Закону Республики Башкортостан от 20 июля 2005 года N 211-з «О внесении изменений в административно-территориальное устройство Республики Башкортостан в связи с образованием, объединением, упразднением и изменением статуса населенных пунктов, переносом административных центров», ст.1:

6. Изменить статус следующих населенных пунктов, установив тип поселения - деревня:
1) в Туймазинском  районе:… 
в) поселка Бересклетовского хозяйства Верхнебишиндинского сельсовета

## Население
| 2002 | 2009 | 2010 |
| ---- | ---- | ---- |
| 21   | ↘20  | ↘15  |

Национальный состав
Согласно переписи 2002 года, преобладающая национальность — башкиры (48 %).